# Consiglio di Stato (Impero russo)

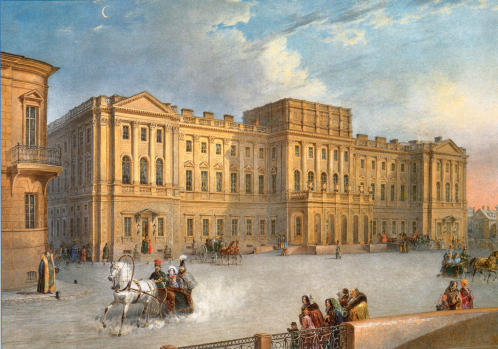
Palazzo Mariinskij a San Pietroburgo.

Il Consiglio di Stato dell'Impero russo era un organo di governo dell'Impero russo. Inizialmente era l'unico organo di governo dell'Impero ed aveva solo funzioni consultive, in seguito alla rivoluzione russa del 1905 assunse le funzioni della camera alta del parlamento (la camera bassa era rappresentata dalla Duma). Aveva sede nel Palazzo Mariinskij a San Pietroburgo ed era presieduto personalmente dallo Zar.

## Storia

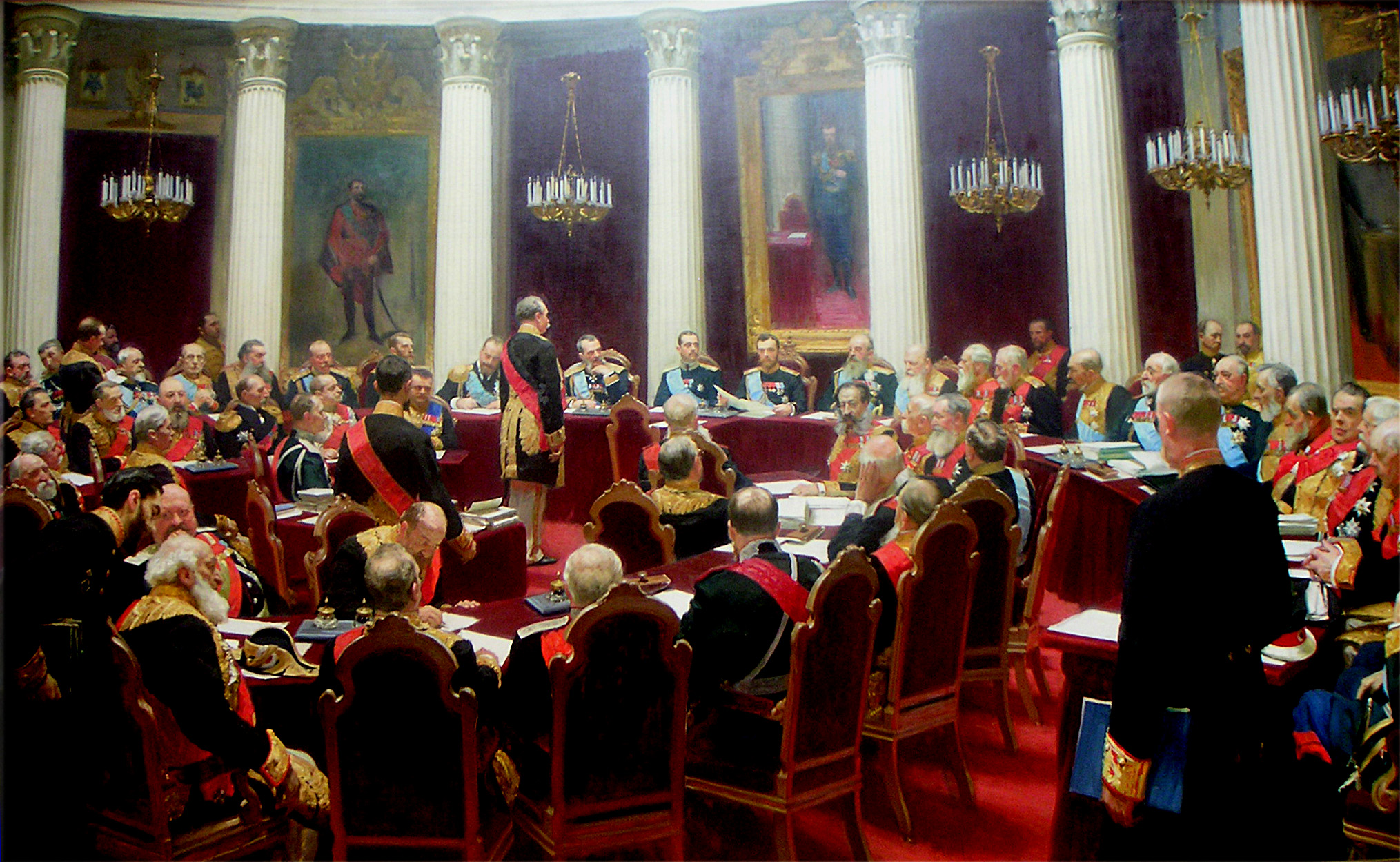
Una sessione del Consiglio di Stato al Palazzo Mariinskij dipinta da Ilya Repin.

Il Consiglio fu costituito per la prima volta nel XVIII secolo da Pietro I il Grande (1682-1725) con il nome di Consiglio Segreto, all'epoca si trattava di un piccolo gruppo di uomini di fiducia e stretti collaboratori dello Zar con cui il sovrano discuteva principalmente di politica estera. Caterina I rinominò l'organo Supremo Consiglio Segreto.
Non avendo poteri effettivi ma solo consultivi l'importanza e il ruolo del consiglio variava a seconda del periodo, durante il regno di Zar deboli e facilmente influenzabili toccava l'apice del proprio potere e della propria influenza mentre durante i regni di Zar forti era ridotto ad una mera assemblea senza nessun potere; alcuni Zar assegnarono al consiglio dei ruoli specifici.
Pietro III diede per la prima volta una regolamentazione creando il Consiglio Imperiale il 20 maggio 1762, ma esso fu disciolto da Caterina II la Grande.
Il Consiglio di Stato fu nuovamente introdotto da Alessandro I nel 1810 tra le tante riforme fatte dallo Zar durante il governo Speransky.
Durante il periodo 1906-1907 il Consiglio di Stato dell'Impero russo fu definito dalla Costituzione russa del 1906 e gli furono affidati i poteri della camera alta su esempio della camera dei Lord del Regno Unito. Il presidente del Consiglio di Stato era nominato dallo Zar, anche metà dei membri del Consiglio erano nominati direttamente dal sovrano mentre l'altra metà era eletta tramite elezioni separate divise in categorie
I seggi elettivi erano così ripartiti:
- 56 dagli Zemstvo (1 per ogni guberniya),
- 18 dall'assemblea dei nobili
- 6 dalla Chiesa ortodossa russa: 3 dai sacerdoti e 3 dai monaci
- 12 dalla borsa, camera di commercio e altre associazioni commerciali
- 6 dalla Accademia russa delle scienze
- 2 dal Parlamento della Finlandia.

Rispetto agli equivalenti britannici e prussiani (ovvero la House of Lords e la Herrenhaus) il Consiglio di Stato dell'Impero russo era nettamente più democratico in quanto prevedeva una quota elettiva della popolazione, seppur divisa in categorie, mentre negli altri due sistemi la camera alta era formata esclusivamente da nobili e da parìe ereditarie